# Općinska nogometna liga Virovitica 1971./72.
Općinska nogometna liga Virovitica za sezonu 1971./72. je bila liga petog stupnja nogometnog prvenstva SFRJ. 
 
Sudjelovalo je 9 klubova, a prvak je bilo "Bratstvo" iz Gornjeg Bazja. 

## Ljestvica
| mj. | klub                     | ut. | pob. | ner. | por. | gol+ | gol- | bod |
| --- | ------------------------ | --- | ---- | ---- | ---- | ---- | ---- | --- |
| 1.  | Bratstvo Gornje Bazje    | 16  | 11   | 1    | 4    | 62   | 29   | 23  |
| 2.  | Proleter Bušetina        | 16  | 11   | 1    | 4    | 56   | 34   | 23  |
| 3.  | Crvena zvezda Obilićevo  | 16  | 9    | 4    | 3    | 53   | 37   | 22  |
| 4.  | Proleter Lukač           | 16  | 9    | 2    | 5    | 57   | 41   | 20  |
| 5.  | Jedinstvo Gradina        | 15  | 6    | 3    | 6    | 45   | 36   | 15  |
| 6.  | Tehničar Cabuna          | 16  | 6    | 3    | 7    | 46   | 39   | 15  |
| 7.  | Bilogora Špišić Bukovica | 16  | 6    | 1    | 9    | 36   | 44   | 13  |
| 8.  | Zvijezda Turanovac       | 15  | 4    | 1    | 10   | 38   | 67   | 9   |
| 9.  | Sloboda Ovčara           | 16  | 1    | 0    | 15   | 9    | 75   | 2   |

- ljestvica bez jedne utakmice
- "Bratstvo" Gornje Bazje prvak radi bolje gol-razlike
- Obilićevo, skraćeno za Novo Obilićevo – tadašnji naziv za Zvonimirovo
- Ovčara, skraćeno za Ovčara Suhopoljska – danas dio naselja Suhopolje

## Rezultatska križaljka
| kratica | klub                     | BIL | BRA | CRVZ | JED | PROB | PROL | SLO | TEH | ZVI |
| --- | ------------------------ | --- | --- | ---- | --- | ---- | ---- | --- | --- | --- |
| BIL | Bilogora Špišić Bukovica |     |     |      |     |      |      |     |     |     |
| BRA | Bratstvo Gornje Bazje    |     |     |      |     |      |      |     |     |     |
| CRVZ | Crvena zvezda Obilićevo  |     |     |      |     |      |      |     |     |     |
| JED | Jedinstvo Gradina        |     |     |      |     |      |      |     |     |     |
| PROB | Proleter Bušetina        |     |     |      |     |      |      |     |     |     |
| PROL | Proleter Lukač           |     |     |      |     |      |      |     |     |     |
| SLO | Sloboda Ovčara           |     |     |      |     |      |      |     |     |     |
| TEH | Tehničar Cabuna          |     |     |      |     |      |      |     |     |     |
| ZVI | Zvijezda Turanovac       |     |     |      |     |      |      |     |     |     |
| |                          |     |     |      |     |      |      |     |     |     |
| podebljan rezultat - utakmice od 1. do 9. kola (1. utakmica između klubova) rezultat normalne debljine - utakmice od 10. do 18. kola (2. utakmica između klubova) rezultat nakošen - nije vidljiv redoslijed odigravanja međusobnih utakmica iz dostupnih izvora rezultat smanjen * - iz dostupnih izvora nije uočljiv domaćin susreta prekrižen rezultat - poništena ili brisana utakmica p - utakmica prekinuta 3:0 p.f. / 0:3 p.f. - rezultat 3:0 bez borbe n.i. - nije igrano |                          |     |     |      |     |      |      |     |     |     |

 Izvori: